# 가톨릭 니가타 교구

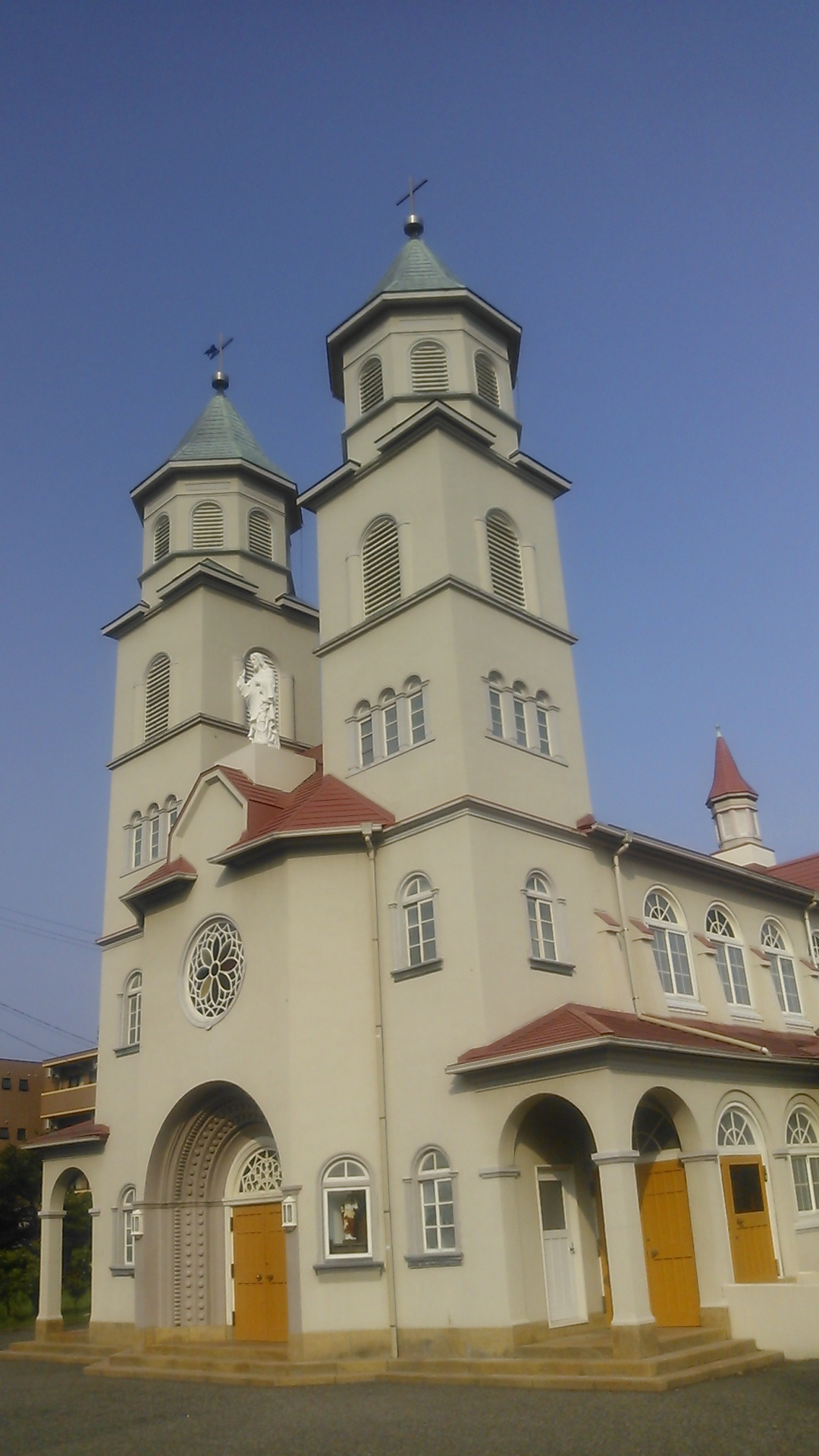
니가타 성당

가톨릭 니가타 교구(일본어: カトリック新潟教区, 라틴어: Dioecesis Niigataënsis)는 일본 가톨릭교회의 도쿄 관구에 속하는 교구이다.

## 연혁
- 1912년 8월 13일, 하코다테 교구에서 아키타 현, 야마가타 현, 니가타 현을, 도쿄 교구에서 토야마 현, 이시카와 현, 후쿠이 현을 분리하여 니가타지목구로 신설되었다. 초대지목구장은 조셉 레이너 신부가 임명되었다.
- 1922년 2월 18일, 토야마 현, 이시카와 현, 후쿠이 현이 나고야지목구로 분리되었다.
- 1926년, 체스카 신부가 지목구장에 임명되었다.
- 1941년, 체스카 신부가 지목구장을 사임하여, 나고야 교구 마츠오카 신부가 지목구장대리를 맡았다.
- 1945년, 겸임의 교구장이 되었다.
- 1953년, 노다 신부가 지목구장으로 취임했다.
- 1959년, 노다 지목구장은 초대 히로시마 교구장에 임명되었다.
- 1962년 4월 16일, 니가타지목구는 교구로 승격하여 니가타 교구가 되었다.
- 1962년 4월 26일, 이토 신부가 초대 주교로 서품 되어 교구장에 취임했다.
- 1985년 3월 9일, 이토 주교가 교구장을 사임하였다.
- 1985년 6월, 프란치스코회의 사토 신부가 교구장에 임명되었다.
- 사토 케이이치 주교가 정년으로 사임하였다.
- 2004년 5월 14일, 키쿠치 이사오 신부가 교구장에 임명되었다.
- 2004년 9월 20일, 키쿠치 신부가 주교 서품을 받고, 교구장에 착좌하였다.

## 관할 구역
니가타현(新潟県), 야마가타현(山形県), 아키타현(秋田県)

## 역대 지목구장
1. 조셉 레이너(Joseph Reiners) 신부 (1912 – 1926.06.28)
2. 안톤 세스카(Anton Ceska) 신부(1926.06.28 – 1941)
3. 마츠오카 마고쉬로(베드로) 신부 (松岡孫四郎, 1941 – 1953)
4. 노다 도키스케(요한) 신부 (野田時助, 1953.03.13 – 1961.10.11)

## 역대 교구장
1. 이토 쇼지로 (요한) 주교 (伊藤庄治郎, 1962.04.16 - 1985.03.09)
2. 사토 케이치 (프란치스코) 주교 (佐藤敬一, 1985.03.09 - 2004.05.14)
3. 키쿠치 이사오 (타르치시오) 주교 (菊地功, 2004.04.29 - 2017,10,25)
4. 나루이 다이스케(바오로) 주교(パウロ成井大介 2020,05,31~)

## 같이 보기
- 아키타의 성모